# ジオディス・パーク
ジオディス・パーク（Geodis Park）は、アメリカ合衆国・テネシー州ナッシュビルにあるサッカー専用スタジアム。ナッシュビルSCがホームスタジアムとして使用している。

## 概要
2016年、ナッシュビルにあるフェアグランド地区の再開発の一環として建設計画が持ち上がり、自治体やナッシュビルSCのオーナーなどの尽力もあって2020年7月に建設工事は着工し、2022年5月1日に建設工事は竣工を迎えた。
2022年3月10日、フランスに本社を置き、グローバル・サプライチェーンを手掛けるGeodis社にスタジアムの命名権を売却し、同社によってジオディス・パーク (Goedis Park)と命名された。
スタジアムの設計はスポーツ施設を中心に設計を行う国内のPOPULOUS社が担当し、30,000人収容のスタジアムには6つのラウンジや24部屋のVIPルームなどが併設されている。

## 開催された主な試合
- 国際Aマッチ (女子)

| 日付          | ホームチーム   | 結果 | アウェーチーム | 大会                      |
| ------------- | -------------- | ---- | -------------- | ------------------------- |
| 2023年2月19日 | アメリカ合衆国 | 1-0  | 日本           | 2023 シービリーブスカップ |
| 2023年2月19日 | カナダ         | 2-0  | ブラジル       | 2023 シービリーブスカップ |

## ギャラリー

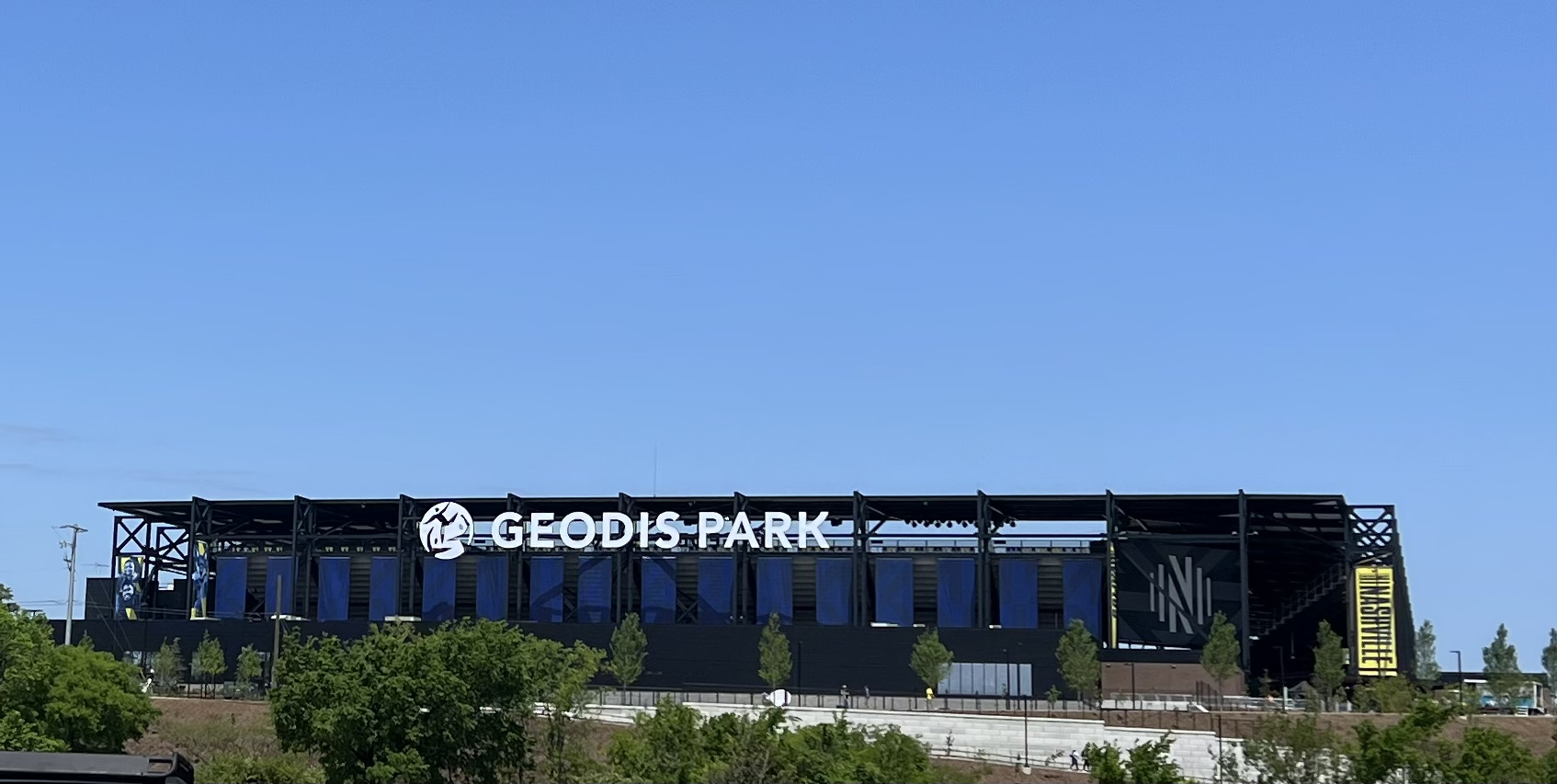
2022年の外観
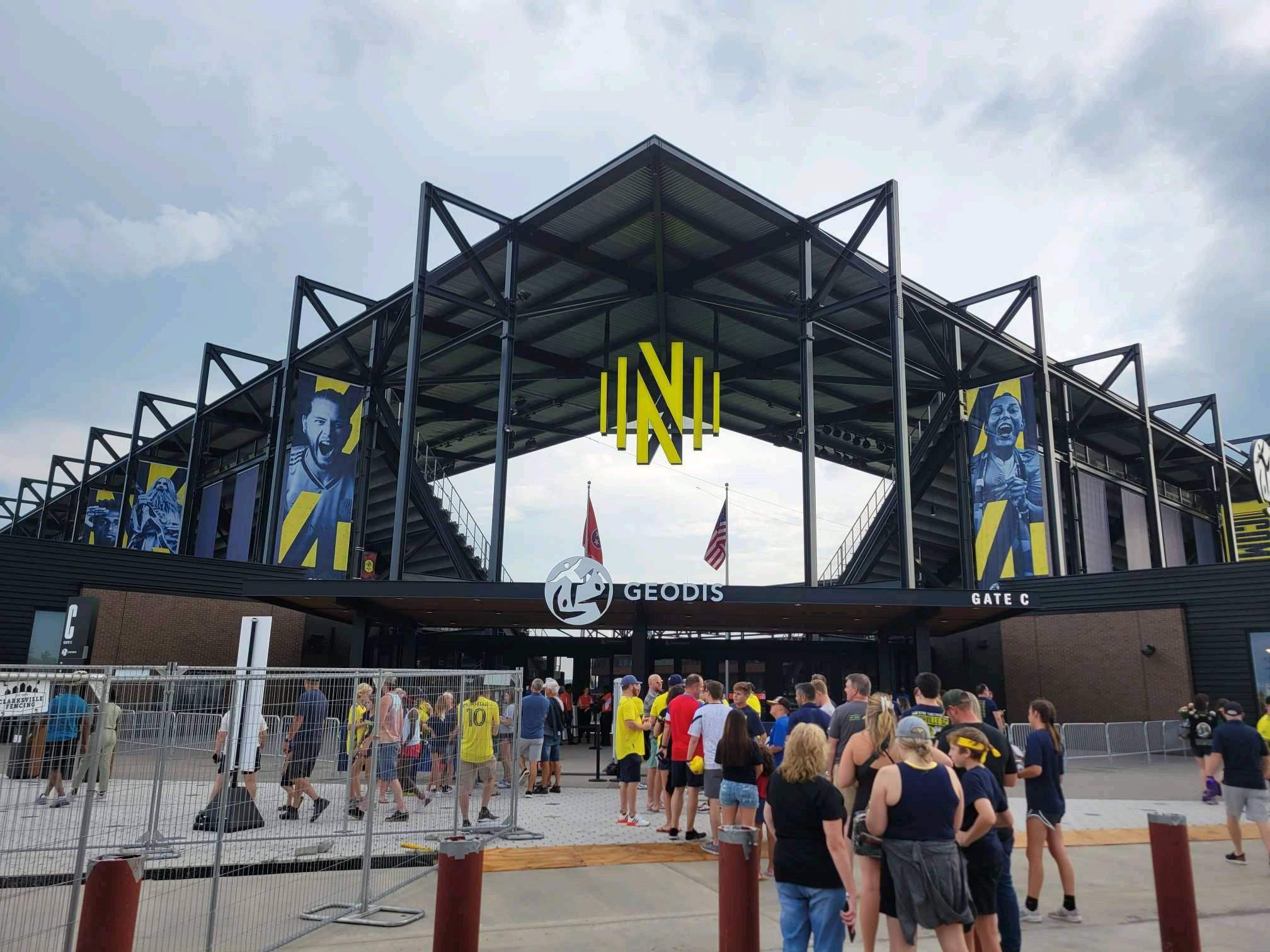
東南にあるゲートC
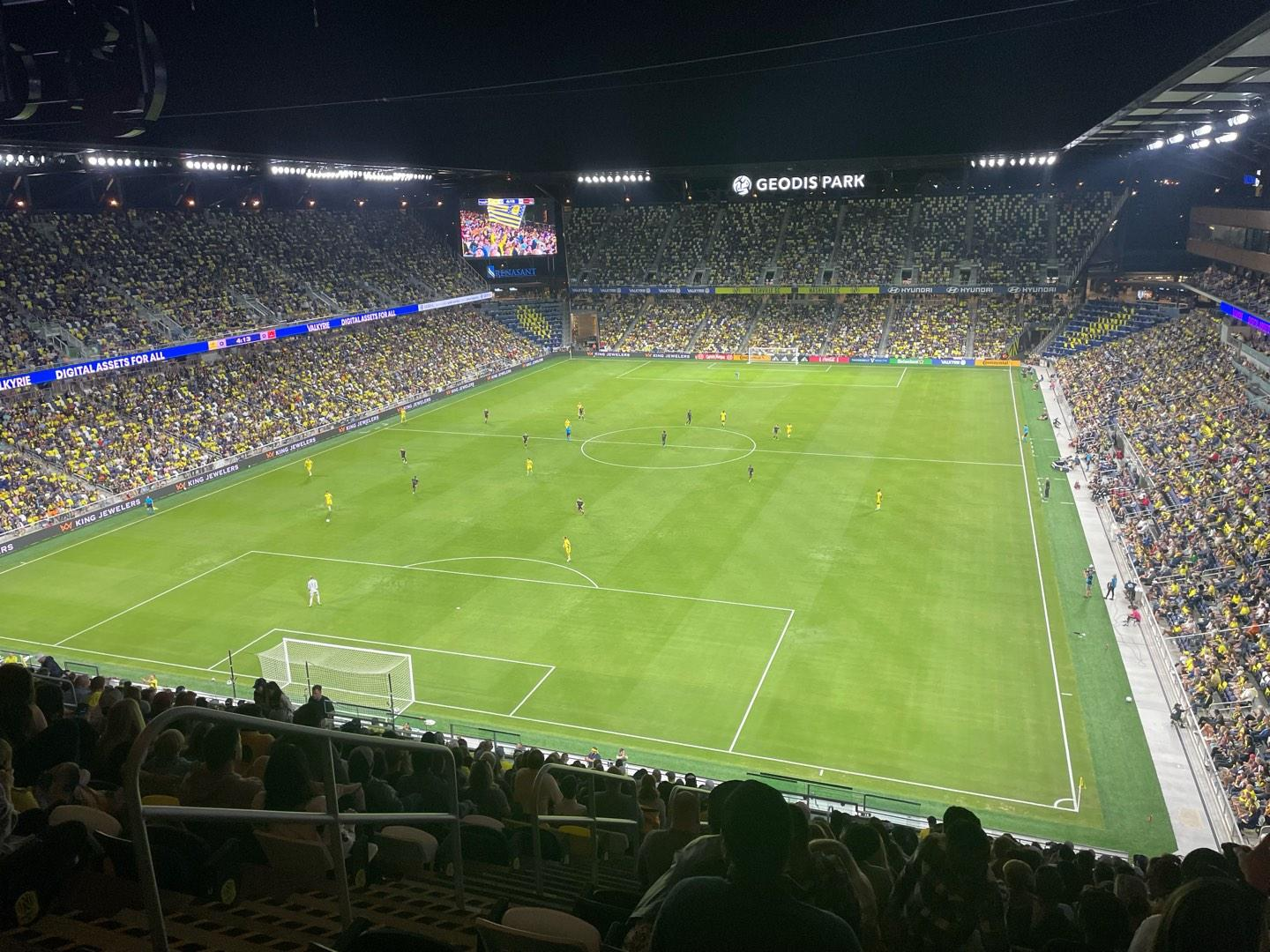
夜のスタジアム
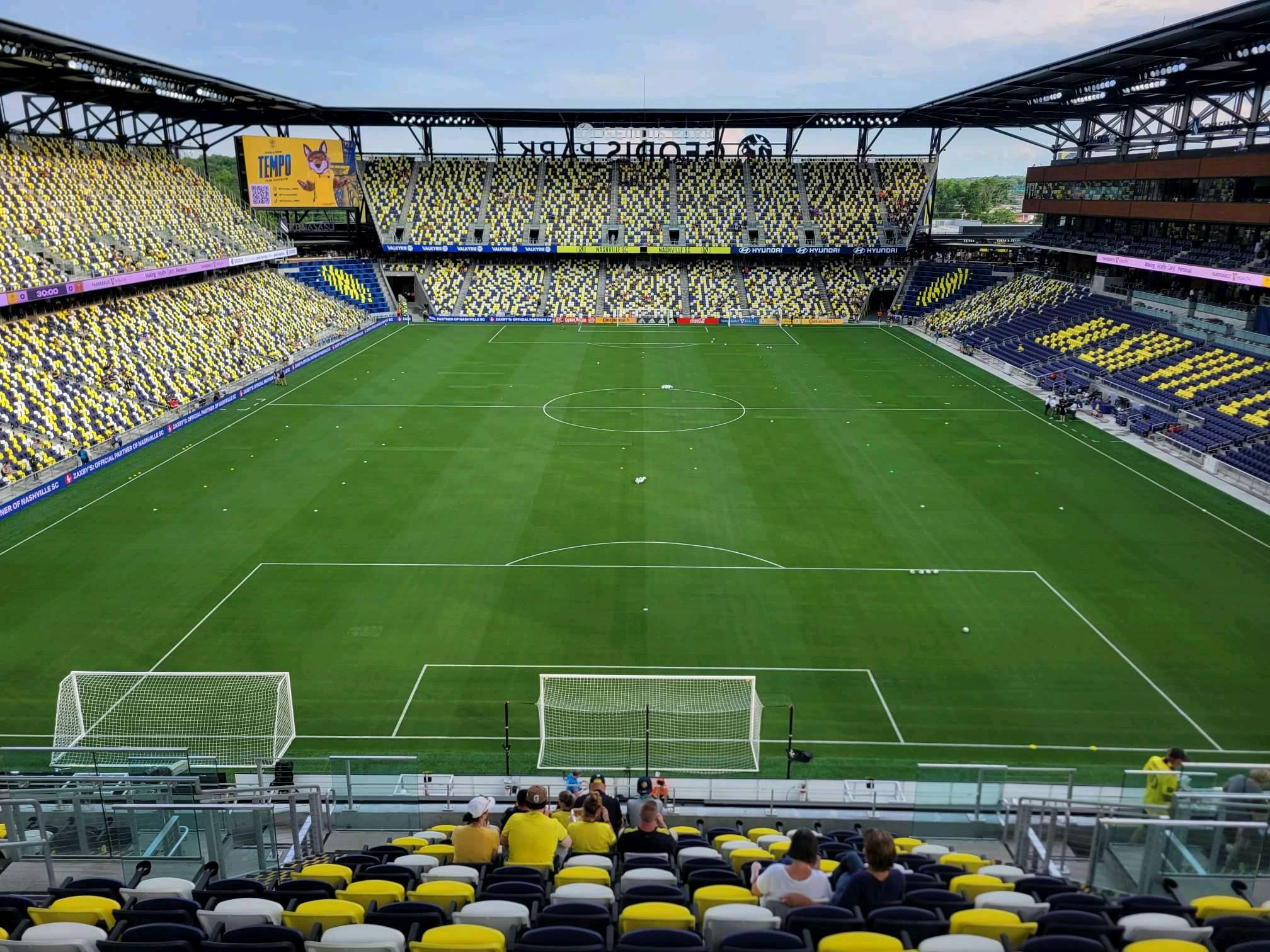
ゴール裏からの眺め